# Премия имени А. Н. Северцова

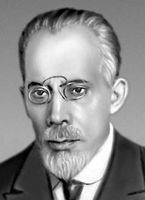
А. Н. Северцов

Премия имени А. Н. Северцова — научная награда Российской академии наук. Присуждается Отделением общей биологии (ООБ) Российской академии наук за выдающиеся работы в области эволюционной морфологии.
Премия названа в честь выдающегося русского биолога, основоположника эволюционной морфологии животных, создателя русской школы морфологов-эволюционистов, академика Алексея Николаевича Северцова (1866—1936).

## Награждённые учёные
- 1972 — академик АН СССР Станислав Семёнович Шварц — по совокупности работ по экологической морфологии наземных позвоночных животных
- 1975 — академик АН СССР Владимир Евгеньевич Соколов — за монографию «Кожный покров млекопитающих»
- 1978 — член-корреспондент АН СССР Алексей Владимирович Яблоков — за цикл работ по популяционной морфологии животных
- 1981 — доктор биологических наук Пётр Петрович Гамбарян — за цикл работ на тему «Эволюция локомоции млекопитающих»
- 1984 — доктор биологических наук Николай Николаевич Воронцов — за цикл работ на тему «Неравномерность темпов эволюции»
- 1987 — доктор биологических наук Михаил Александрович Шишкин — за цикл работ «Преобразования онтогенеза как основа эволюционного процесса»
- 1993 — доктор биологических наук Алексей Сергеевич Северцов — за цикл работ «Направленность эволюционного процесса»
- 1996 — академик РАН Эмилия Ивановна Воробьёва — за монографию «Проблемы происхождения наземных позвоночных» и «Современная эволюционная морфология»
- 1999 — академик РАН Владимир Николаевич Большаков, доктора биологических наук Алексей Геннадьевич Васильев и Ирина Антоновна Васильева — за серию работ по эволюционной и популяционной морфологии млекопитающих
- 2002 — академик РАН Леонид Петрович Татаринов — за цикл работ «Эволюционная морфология наземных позвоночных и общие вопросы эволюции»
- 2005 — доктор биологических наук Николай Николаевич Иорданский — за монографию «Эволюция комплексных адаптаций. Челюстной аппарат амфибий и рептилий» и «Макроэволюция. Системные теории»
- 2008 — доктор биологических наук Ольга Фёдоровна Чернова — за цикл работ «Эволюционные и экологические аспекты полиморфизма кожных дериватов позвоночных животных»
- 2011 — доктор биологических наук Николай Дмитриевич Озернюк — за цикл работ «Эволюционные и экологические закономерности энергетики пойкилотермных животных»
- 2014 — академик РАН Алексей Владимирович Лопатин — за цикл работ «Ранние этапы эволюции и филогения млекопитающих»
- 2017 — доктор биологических наук Андрей Николаевич Островский — за цикл работ «Морфо-функциональный анализ ключевых инноваций в различных филогенетических линиях типа Bryozoa»
- 2020 — доктор геолого-минералогических наук Евгений Михайлович Первушов — за монографию «Морфотипы и модульная организация позднемеловых гексактинеллид (Poritera, Hexactinellida)»
- 2023 — доктор биологических наук Сергей Васильевич Смирнов, кандидаты биологических наук Алексей Альбертович Цессарский и Фёдор Николаевич Шкиль — за цикл работ «Эволюционная изменчивость онтогенеза рыб»